# Anaconura acuticeps
Anaconura acuticeps är en insektsart som beskrevs av Ribaut 1948. Anaconura acuticeps ingår i släktet Anaconura och familjen dvärgstritar. Inga underarter finns listade i Catalogue of Life.